# Поле Бродмана 9
Поле 9 Бродмана, або BA9, є частиною фронтальної кори головного мозку людини й інших приматів. Належить до дорсолатеральної й медіальної префронтальної кори.

## У Людиноподібних
Терміном "Поле 9 Бродмана" позначають визначену за допомогою цитологічних досліджень частину лобової частки мавпи. Корбініан Бродман у 1909 році розглядав його в цілому як топографічно й цитоархітектонічно гомологічну гранулярному полю 9 і фронтополярному полю 10 у людини. Відмінні особливості: на відміну від Поля Бродмана  6, поле 9 має яскраво виражений внутрішній зернистий шар (IV ст.); на відміну від Поля 6 Бродмана чи поля 8-1909, його внутрішній пірамідальний шар (V) підрозділяється на два підрівні: зовнішній шар 5А щільно розташованих середніх гангліозних клітин, який частково зливається з шаром IV і внутрішній, світліший, бідний клітинами 5Б; у пірамідні клітини підшару 3Б зовнішнього пірамідального шару (III) і менші й більш розосереджені; зовнішній зернистий шар (II)  вузький, з невеликою кількістю розосереджених гранулярних клітин.

## Функції
Поле залучене: у функції короткочасної пам'яті, оцінці новизни, скасуванні чи ігноруванні автоматичної відповіді, швидкості мовлення, виявленні помилок, слуховій вербальній увагзі, вгадуванні намірів інших, висновків з обробки просторових образів, індуктивного міркування, приписуванні намірів, постійній увазі у підрахунку серійних слухових стимулів,.
Поле лівої півкулі принаймні частково відповідає за емпатію, ідіоми, обробку приємних і неприємних емоційних сцен, власну критику та увагу до негативних емоцій.
У правій півкулі поле 9 залучене до виникнення намірів, пригнічення смутку, оперативної пам'яті, просторової пам'яті, впізнавання, згадування, визначення емоції інших людей, планування, розрахунку, змістової та перцептивної обробки запахів, релігійності, і уваги на позитивні емоції.

## Зображення

Анімація.
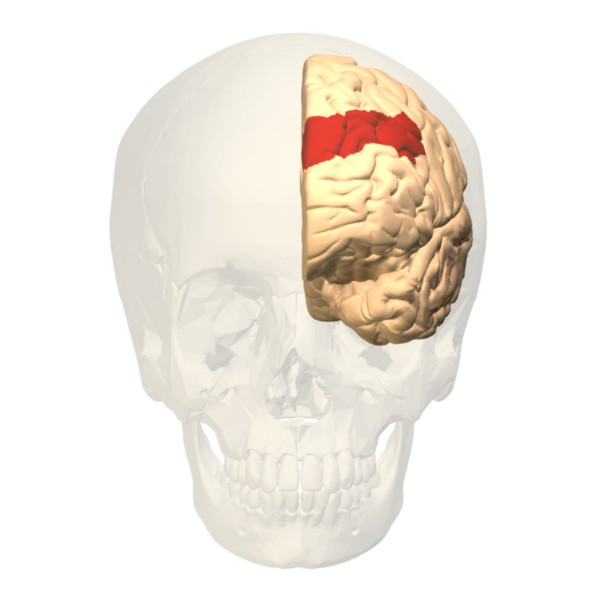
вид спереду.
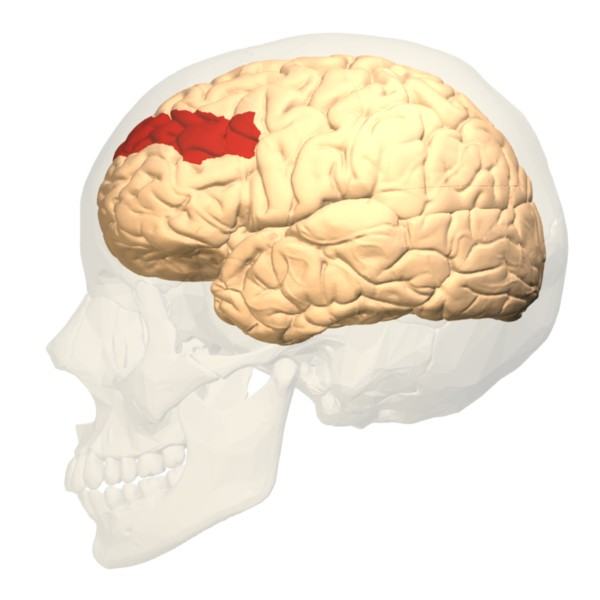
Латеральний вигляд.
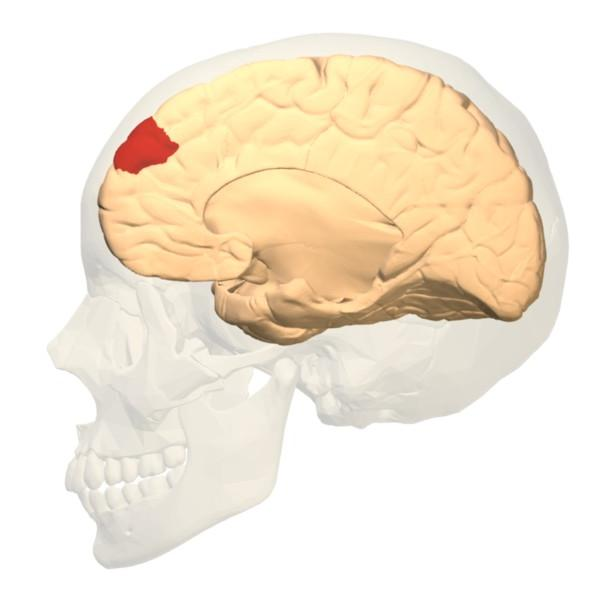
Медіальний вигляд.